# 方程

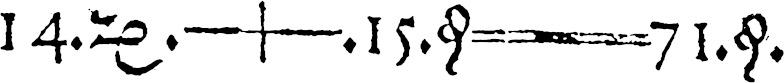
第一個用等式表示的方程，以現在的表示法為

数学中，方程式（equation）或等式，是兩個表達式以等号結合這樣的形式。
方程式有兩種情形，一種是恆等式（identity）跟數學公式（formula），未知數可以是其定義域內的任意值，等號依然成立；另一種是特定條件方程式（conditional equation），用來求解未知數的值，通常解為特定幾個數值，而不是未知數定義域的所有數值。
數學公式在給定應變數時，自變數的解有特定數值，此時從數學公式變為特定條件方程式。
例如以下是特定條件方程式：
{\displaystyle 3x+3=2}
其中的{\displaystyle x}為未知數。{\displaystyle 3x+3}以及{\displaystyle 2}都是數學表達式，並且以等號{\displaystyle =}連接。
如果把数学当作语言，那么方程可以为人们提供一些用来描述他们所感兴趣的对象的语法，它可以把未知的元素包含到陈述句当中（比如用“相等”这个词来构成的陈述句），因此如果人们对某些未知的元素感兴趣，但是用数学语言去精确地表达那些确定未知元素的条件时需要用到未知元素本身，这时人们就常常用方程来描述那些条件，并且形成这样一个问题：能使这些条件满足的元素是什么？在某个集合内，能使方程中所描述的条件被满足的元素称为方程在这个集合中的解（比如代入某个數到含未知数的等式，使等式中等号左右两边相等）。
求出方程的解或说明方程无解这一过程叫做「方程求解」。可以用方程的解的存在状况为方程分类，例如，恒等式即恒成立的方程，例如{\displaystyle (y+2)^{2}=y^{2}+4y+4}，在所指定的某个集合（比如复数集）中的全部元素都是它的解；矛盾式即矛盾的方程，如{\displaystyle x+1=x}，在所指定的某个集合（比如复数集）中没有元素满足这个等式。
等式中的等號則是16世紀英國科學教育家羅伯特·雷科德發明。

## 「」一詞的來歷
方程一詞出現在中國早期的數學專著《九章算術》中，其「卷第八」即名「方程」。卷第八（一）爲：

　　今有上禾三秉，中禾二秉，下禾一秉，實三十九斗；上禾二秉，中禾三秉，下禾一秉，實三十四斗；上禾一秉，中禾二秉，下禾三秉，實二十六斗。問上、中、下禾實一秉各幾何？
　　　　　　答曰：

　　　　　　上禾一秉，九斗、四分斗之一，

　　　　　　中禾一秉，四斗、四分斗之一，

　　　　　　下禾一秉，二斗、四分斗之三。
　　　　方程術曰：置上禾三秉，中禾二秉，下禾一秉，實三十九斗，於右方。中、左禾列如右方。以右行上禾遍乘中行而以直除。又乘其次，亦以直除。然以中行中禾不盡者遍乘左行而以直除。左方下禾不盡者，上為法，下為實。實即下禾之實。求中禾，以法乘中行下實，而除下禾之實。余如中禾秉數而一，即中禾之實。求上禾亦以法乘右行下實，而除下禾、中禾之實。余如上禾秉數而一，即上禾之實。實皆如法，各得一斗。

翻成白話即為：
現在這裡有上等黍3捆、中等黍2捆、下等黍1捆，打出的黍共有39斗；有上等黍2捆、中等黍3捆、下等黍1捆，打出的黍共有34斗；有上等黍1捆、中等黍2捆、下等黍3捆，打出的黍共有26斗。問1捆上等黍、1捆中等黍、1捆下等黍各能打出多少斗黍？
其「方程術」用阿拉伯數字表示即為：
{\displaystyle {\begin{array}{*{20}c}1&2&3\\2&3&2\\3&1&1\\{26}&{34}&{39}\\\end{array}}}
《九章算術》採用直除法即以一行首項係數乘另一行再對減消元來解方程。
若設可打出黍的斗數分別為1捆上等黍{\displaystyle x}斗、1捆中等黍{\displaystyle y}斗、1捆下等黍{\displaystyle z}斗，可列方程組如下：
{\displaystyle {\begin{cases}3x+2y+z=39,\\2x+3y+z=34,\\x+2y+3z=26.\\\end{cases}}.}解得{\displaystyle {\begin{cases}x=9{\dfrac {1}{4}},\\y=4{\dfrac {1}{4}},\\z=2{\dfrac {3}{4}}.\\\end{cases}}}
由此可知，此時的「方程」指的是包含多個未知量的聯立一次方程組，即現在的線性組(直線方程式)。
到了魏晉時期，大數學家劉徽注《九章算術》時，給這種「方程」下的定義是：

程，課程也。群物總雜，各列有數，總言其實，令每行為率。二物者再程，三物者三程，皆如物數程之。並列為行，故謂之方程。

這裡所謂的「課程」指的是按不同物品的數量關係列出的式子。「實」就是式中的常數項。「令每行為率」，就是由一個條件列一行式子，橫列代表一個未知量。「如物數程之」，就是有幾個未知數就必須列出幾個等式。「方」的本義是並，將兩條船並起來，船頭拴在一起，謂之方。故而列出的一系列式子稱「方程」。

## 已知數及未知數
方程常用來表示一些已知的量和未知的量之間的關係，前者稱為已知數，後者稱為未知數。一般表示未知數的符號會用英文字母最後的幾個，如{\displaystyle x,y,z,w,\ldots }等，而已知數若以符號表示時，會用英文字母前面的幾個，如{\displaystyle a,b,c,d,\ldots }等。將未知數用已知數來表示的過程稱為解方程。若方程只有一個未知數，使方程成立的未知數數值稱為方程的根或是解。方程组是由幾個方程所組成，其中也有數個未知數，此時方程的解是一組未知數的值，使得所有方程均成立。
若方程的解可以由有限次常見運算的組合，這種解稱為解析解，較複雜的方程式不一定可以找出解析解，或解析解根本不存在，但仍可以利用數值分析的方式解方程，此時得到的解稱為數值解。

## 用天平來類比方程
天平或翹翹板可以用來類比方程。

用圖像來類比方程，其中x, y, z為實數，用砝碼來類比

天平的兩邊對應方程等號的兩側，可以放不同的表示式數值。若天平兩側平衡，表示等號兩側的數值相等。若天平兩側不平衡，此情形可以用不等式表示。
在圖示中，{\displaystyle x}、{\displaystyle y}和{\displaystyle z}都表示不同的量（例如實數），方程兩側同加一數對應在天平兩側加等重重物，同減一數對應在天平兩側移去等重重物，只要等式成立，就表示二側的數值相等。

## 方程組
方程組也稱為聯合方程式，是指兩個或兩個以上的方程式，一般也會有多個未知數。方程組的解是指一組未知數的值可以使這幾個方程式同時成立。例如以下的系統
{\displaystyle {\begin{cases}3x+5y=2\\5x+8y=3\end{cases}}}
有唯一解{\displaystyle {\begin{cases}x=-1\\y=1\end{cases}}}

## 方程的種類
方程可以依其中用到的運算及未知數的條件加以分類，以下是一些重要的種類：
- 代數方程是指只由已知數及未知數的代數運算組合的方程，包括整式方程、分式方程与根式方程。
  - 整式方程也稱作多項式方程。整式方程還可以依多項式的次數，可細分為一次方程、二次方程等。
  - 分式方程是指方程分母中至少含有一个未知数的方程。

整式方程与分式方程统称“有理方程”。 
- 根式方程也称作“无理方程”，是指方程被开方式中至少含有一个未知数，而根指数不含未知数的方程。

有理方程与无理方程统称“代数方程”。
- 超越方程是指包含超越函數的方程[3]，也叫做“非代数方程”。
- 函数方程是指其中包含未知函數的方程。
  - 微分方程是指其中包含未知函數導數（或微分）的函数方程。
  - 積分方程是指其中包含未知函數積分的函数方程。
  - 积分微分方程（英语：integro-differential equation）是指其中同時包含未知函數積分和導數（或微分）的函数方程。
- 不定方程是其中未知數不只一組的方程。
  - 丟番圖方程是其中未知數不只一組，但只允許是整數的方程。
- 差分方程是其中未知數為一數列的方程。

### 整式方程
整式方程為等式兩邊均為多項式的方程，若以{\displaystyle p}表示多項式，則以下的方程即為整式方程：
{\displaystyle p(x,y,z,...)=0}
多項式{\displaystyle p}的零點即為代數方程的解，整式方程還可以依多項式的次數細分為一次方程、二次方程等。
四次方程及次數較低的一元整式方程，其所有根都可以用多項式係數的有限次的四則運算及开方來表示。為了解決高次方程的根能否用上述方式表示，引進伽羅瓦理論，也證明五次方程及更高次的方程無法用公式求解，這也是19世紀代數學的重大發現。
數學史上許多重大的發現都和一元整式方程有關，例如邊長為1的正方數，其對角線為無理數{\displaystyle {\sqrt {2}}}，也就是二次方程{\displaystyle x^{2}=2}的解。而在三次方程{\displaystyle x^{3}+px+q=0}的一個解可用以下公式求得
{\displaystyle x={\sqrt[{3}]{-{q \over 2}+{\sqrt {\left({q \over 2}\right)^{2}+\left({p \over 3}\right)^{3}}}}}+{\sqrt[{3}]{-{q \over 2}-{\sqrt {\left({q \over 2}\right)^{2}+\left({p \over 3}\right)^{3}}}}}}
三次方程的計算過程中有時需要為負數開平方，因此需導入复数的概念及相關計算。

### 函數方程
函數方程是指未知量為一函數的方程。常見的是方程中出現函數導數的微分方程，微分方程在物理學中有許多的應用，微分方程又可以分為常微分方程及偏微分方程。
離散系統下的差分方程可以對應連續系統的微分方程。在數值分析中也會用差分方程來近似微分方程的解。

#### 函數方程解的種類
微分方程及差分方程的解，可以分為一般解（general solution）及奇解（singular solution）二種：
一般解：微分方程或差分方程的一般解，是指解為一組函數，而這個函數之間的差異只在於稱為積分常數的係數不同。一個n階的常微分方程式，其一般解中會有n個積分常數，積分常數需依微分方程的初始條件或邊界條件來決定。因此一般解是指函數中包括未定的積分常數的解。若將一般解的積分常數用特定數值代入，即可得到特殊解（particular solution）。因此一般解也可說是所有特殊解的總和。
奇異解：奇異解是指也可滿足微分方程或差分方程，但其解和一般解的通式不同的，稱為奇解。
例如以下的克萊羅方程
{\displaystyle y=x\cdot {\frac {\mathrm {d} y}{\mathrm {d} x}}-\left({\frac {\mathrm {d} y}{\mathrm {d} x}}\right)^{2}}
其一般解為 
{\displaystyle y=Cx-C^{2}}
而其奇解為
{\displaystyle y={\frac {x^{2}}{4}}}

### 不定方程和丟番圖方程
不定方程是不止有一個解的方程式或方程組，例如{\displaystyle 2x=y}有無限多組解，就是一種簡單的不定方程。
若不定方程中有多個未知數，有時其解可以用參數方程來表示。例如上式的解可以表示為以下的
參數方程：
{\displaystyle x=t,y=2t\quad \mathrm {for} -\infty <t<\infty .\,}
丟番圖方程屬於不定方程，是變數僅容許是整數的整數係數多項式等式；即形式如{\displaystyle a_{1}x_{1}^{b_{1}}+a_{2}x_{2}^{b_{2}}+......+a_{n}x_{n}^{b_{n}}=c}
的等式，並且其中所有的{\displaystyle a_{j}}、{\displaystyle b_{j}}和{\displaystyle c}均是整數，若其中能找到一組整數解{\displaystyle m_{1},m_{2}...m_{n}}者則稱之有整數解。
丟番圖問題一般可以有數條等式，其數目比未知數的數目少；丟番圖問題要求找出對所有等式都成立的整數組合。用另一種語言來說，丟番圖問題定義代數曲綫或者代數曲面，或更爲一般的幾何形，要求找出其中的柵格點。對丟番圖問題的數學研究稱為丟番圖分析。綫性丟番圖方程爲綫性整數係數多項式等式，即此多項式爲次數爲0或1的單項式的和。
丟番圖方程的名字來源於3世紀希臘數學家亞歷山大城的丟番圖，他曾對這些方程進行研究，並且是第一個將符號引入代數的數學家。
關於丟番圖方程的理論的形成和發展是二十世紀數學一個很重要的發展。丟番圖方程的例子有貝祖等式、勾股定理的整數解、四平方和定理和費馬最後定理等。

## 性質
對一方程進行以下的處理，處理後的方程和原方程會有相同的解：
1. 在等式两侧加任意的實數。
2. 在等式两侧減任意的實數。
3. 在等式两侧乘任意不為零的實數。
4. 在等式两侧除任意不為零的實數。
5. 可以將等式两侧套用函數，等式两侧需使用相同的函數，而且需確認套用函數後不會造成方程增根或減根的情形。例如方程{\displaystyle yx=x}有二個解：{\displaystyle y=1}（{\displaystyle x}為任意值）及{\displaystyle x=0}（{\displaystyle y}為任意值）。等式两侧平方，方程變成{\displaystyle (xy)^{2}=x^{2}}，新的方程除了原來的解外，還多了一個解{\displaystyle y=-1}（{\displaystyle x}為任意值）。

上述的性質1至4，表示在抽象代數中，方程是體的一種同餘關係。
最常見可進行上述運算的數體是實數，不過若方程式的數體是自然數，則不能進行減法及除法的運算，因為會產生負數或非整數等不是自然數的數。若方程式的數體是整數，則不能進行除法的運算，但可以進行減法的運算。
若一不是单射函數的函數套用在等式两侧，原方程的解也是新方程的解，但新方程的解會比原方程多（即增根），新方程的用處較少，上述性質1、2和4是单射函數，性質3在不乘以0時也符合单射函數的條件，一些廣義的乘積（如內積）就不是单射函數。
上述性質可以用在代数方程的求解。

## 参閲
- 表達式
- 方程组
- 微分方程
- 函数方程
- 參數方程
- 方程理论
- 公式編輯器
- 不等式

## 外部連結
- Winplot：通用的繪圖器，可以繪製二維及三維方程的圖及動畫（英文）
- Mathematical equation plotter （页面存档备份，存于）：繪製數學方程的二維圖形，計算積分，並在線上計算方程的解（英文）
- Equation plotter （页面存档备份，存于）：一個可以製作二個未知數（x和y）的方程或不等式解的pdf檔或postscript圖，而且可以下載（英文）
- EqWorld （页面存档备份，存于）：包括許多數學方程解的資訊（英文）
- EquationSolver （页面存档备份，存于）：求解方程及線性方程組的網頁（英文）